# Александр из Дамаска
Александр из Дамаска (др.-греч. Ἀλέξανδρος ὁ Δαμασκηνός; ок. 110/115-178/179) — античный философ-перипатетик, известен также как знаток Платона и учения скептической Академии. Глава перипатетической кафедры философии в Афинах, которую учредил Марк Аврелий в 176 году.

## Исторические сведения об Александре из Дамаска
Единственным источником сведений о нем являются сочинения римского медика и философа Клавдия Галена. Из трактата Галена «О предварительной диагностике» известно, что в 163 Александр присутствовал в Риме на его лекции, организованной Флавием Боэтом. Из сочинения того же Галена «Об анатомировании» (ок. 178) говорилось об Александре как о главе перипатетической кафедры в Афинах. 
Александр принадлежал к среде, в которой были смешаны философия, риторика, политическая софистика и медицинские теории (которые разрабатывались в школах методистов и эмпириков). По своему стилю он был скорее философствующим ритором, чем философом. Его философская ученость выражалась в знании платонических, аристотелевских и скептических идей. Из воспоминаний Галена не ясен характер платонической составляющей в учении Αлександра. Старший научный сотрудник Института философии РАН Мария Анатольевна Солопова предполагает, что его платонизм не был отличен от скептицизма, между тем как последний состоял в методическом сомнении, искусстве словопрения и установке на опровержение оппонента. Гален характеризовал его манеру поведения как «любовь к спорам». 
Перед началом одной из своих лекции, где присутствовал Александр из Дамаска, с показательным анатомированием Гален объявил, что намерен продемонстрировать то, что видно при рассечении тела, а Александр, «наставник всех [присутствующих]», поможет ему сформулировать выводы (предполагалось, что будет сделан вывод о причинной связи между расширением и сжатием грудной клетки и наличием или отсутствием голоса). Александр немедленно адресовал Галену вопрос о возможности «доверять чувственно данным явлениям», однако Гален ушёл от спора. 
Ввиду того, что аудиторию Галена составляли видные римские интеллектуалы (консул Флавий Боэт, Луций Сергий Павел (будущий префект Рима), Клавдий Север, консул Веттулен Цивика Барбар, риторы Элий Деметрии Александрийский и Адриан Тирский) предполагается, что большинство из них слышали выступления Александра вплоть до самого Галена. Предположительно влиятельные знакомства и позволили Александру в будущем занять перипатетическую кафедру в Афинах). 
Ранее высказывались предположения, что Александр из Дамаска тождествен «Александру-платонику», о котором Марк Аврелий упоминает в 1-й книге сборника своих мыслей «К самому себе». Там римский император говорил он нём как о своём учителе в умении «не говорить никому часто и без нужды и в письмах не писать, что я-де занят, и не извинять себя вечно таким способом». По крайней мере известно, что именно благодаря Марку Аврелию Александр оказался во главе перипатетической кафедры в Афинах. 
Есть версия, что, будучи главой кафедры в Афинах, он посвятил Аристотелю герму с дистихом: «Аристотелю, Никомахову сыну, знатоку премудрости многой, Александр посвятил» надпись датируется концом II в. н. э.
В арабских источниках Александру из Дамаска ошибочно приписывали авторство нескольких трактатов против Галена, которые в реальности были написаны перипатетиком Александром Афродисийским.